# Senna pneumatica
Senna pneumatica är en ärtväxtart som beskrevs av Howard Samuel Irwin och Rupert Charles Barneby. Senna pneumatica ingår i släktet sennor, och familjen ärtväxter. Inga underarter finns listade i Catalogue of Life.